# 캐시 가버

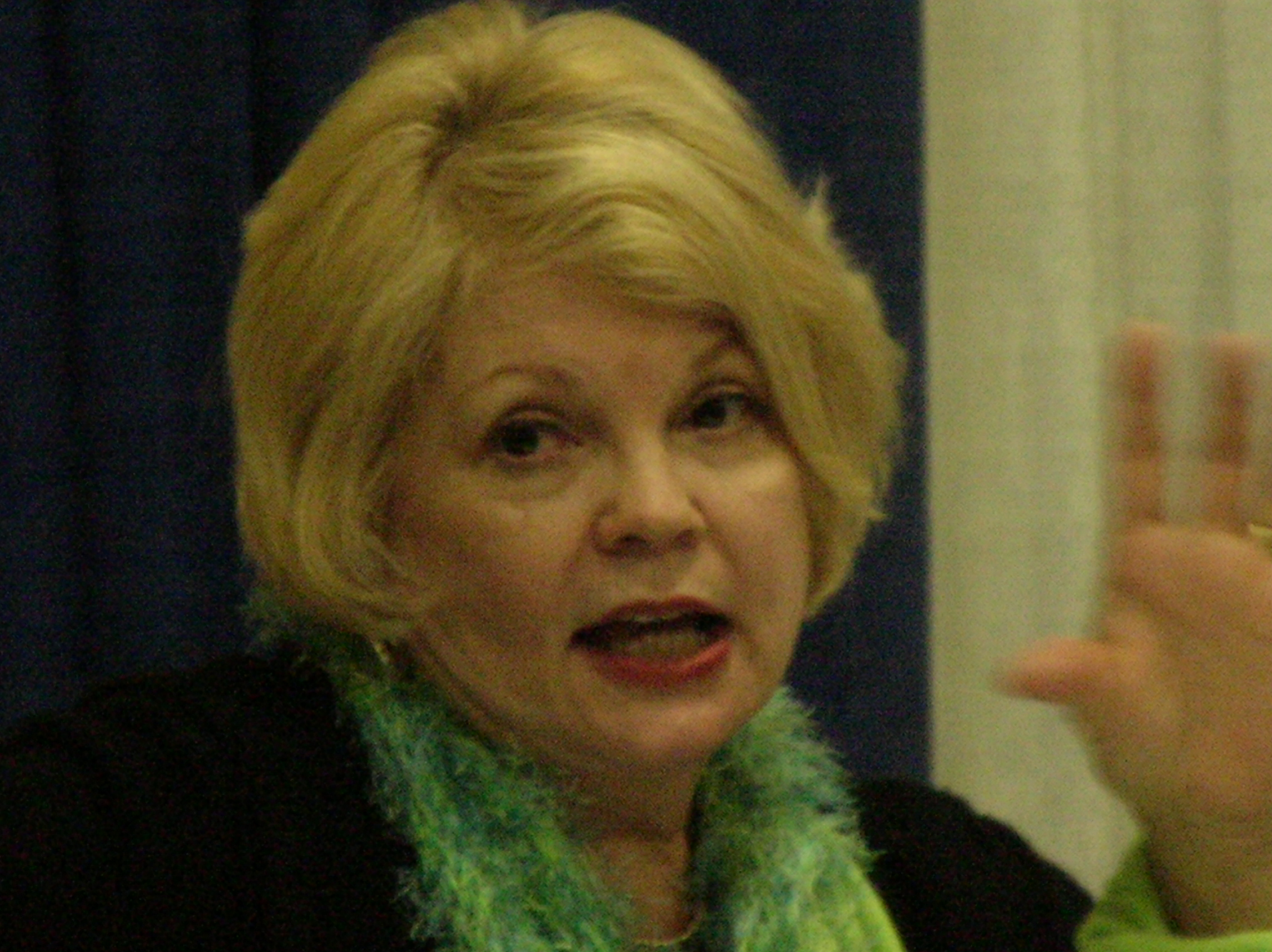

캐시 가버(Kathy Garver, 1945년 12월 13일 ~ )는 미국의 배우, 영화 제작자, 성우이다.
롱비치에서 태어났다.

## 출연 작품
- 내 완벽한 남사친의 비밀 (2016년) - 진 역
- 닥터 스파인 (2011년)
- 호러윈 (2011, Horrorween)
- 파워 & 프라이드 (2010년)
- 레이스 유 투 더 바텀 (2005년)
- 시징 미 (2003년) - 소피아 역
- 프린세스 다이어리 (2001년)
- 스위트 노벰버 (2001년)
- 엄마는 투명 인간 (1995년)
- 개구쟁이 데니스 - 메이데이 포 마더 (1981년)
- 나쁜 종자 (1956년)

### 텔레비전
- 털보 가족 (1966-71)
- Spider-Man and His Amazing Friends (1981-83) - 목소리
- 달리는 사이먼 (1983-88)